# Дальман, Дитмар
Дитмар Дальман (Dittmar Dahlmann, род. 14 июля 1949, Дюссельдорф) — немецкий историк, специалист по Восточной Европе.

## Биография
Дитмар Дальман получил степень кандидата наук в Дюссельдорфе в 1983 году после защиты диссертации на тему «Земля и воля. Махновщина и запатизм как примеры аграрно-революционных движений» (оригинальное название по-немецки: «Land und Freiheit: Machnovščina und Zapatismo als Beispiele agrarrevolutionärer Bewegungen»). В 1994 году за ней в г. Фрайбурге последовала защита докторской диссертации под названием «Выбирает провинция. Конституционно-демократическая партия России и выборы в Думу 1906—1912 г.» («Die Provinz wählt. Russlands Konstitutionell-Demokratische Partei und die Dumawahlen 1906—1912»). С 1996 года — профессор, заведующий кафедрой восточноевропейской истории в Рейнском университете им. Фридриха Вильгельма в Бонне. В 2015 году оставил руководство кафедрой в связи с достижением пенсионного возраста.

## Область исследований
Научная деятельность Д. Дальмана сконцентрирована в основном вокруг истории России и СССР с XVIII в. до наших дней. Предметом тщательного изучения стали такие разделы, как история развития наук в России, а конкретнее исследование Сибири и Дальнего Востока с XVIII в.; история Сибири во всех её аспектах; предпринимательство в России в XIX и раннем XX веке; история спорта, в особенности ранняя история футбола в России. К сожалению, исследования Дальмана о Карле Мерке, участнике русской экспедиции Биллингса — Сарычева на Аляску 1788—1792 годов (публикации 2009 и 2014 годов), ошибочны в части сведений о жене и детях Мерка.

## Членство в различных союзах и объединениях
- С 1998 г. — член правления научно-исследовательского центра по восточной Европе в г. Бремене.
- 1999—2003 г. — председатель объединения историков по восточной Европе в г. Фрайбурге. С 2003 г. — член правления.
- С 2000 г. — член научного совета Библиотеки современной истории в г. Штутгарте.
- С 2002 г. — председатель правления немецко-сербского фонда им. Михаэля Зикича.
- C 2007 г. — член редакционной коллегии журнала «Отечественная история», с 2009 г. — в журнале «Российская история». ISSN: 0869-5687

## Избранные труды
- Dittmar Dahlmann. Sibirien. Vom 16. Jahrhundert bis zur Gegenwart. — Paderborn : Ferdinand Schöningh Verlag, 2009. ISBN 978-3-506-71361-2.
  - в рус. пер.: Дитмар Дальман. Сибирь. С XVI в. по настоящее время. — М.: РОССПЭН, 2015. — 559 с. ISBN 978-5-8243-2036-7.

- Überall ist der Ball rund. Zur Geschichte und Gegenwart des Fußballs in Ost- und Südosteuropa — die zweite Halbzeit, Essen 2008. («Мяч везде круглый. Об истории и настоящем футбола в восточной и юго-восточной Европе — тайм второй».)
- Überall ist der Ball rund. Zur Geschichte und Gegenwart des Fußballs in Ost- und Südosteuropa, Essen 2006. («Мяч везде круглый. Об истории и о настоящем футбола в восточной и юго-восточной Европе — тайм первый».)
- Die Provinz wählt: Russlands Konstitutionell-Demokratische Partei und die Dumawahlen 1906—1912, Köln u.a. 1996. («Выбирает провинция. Конституционно-демократическая партия России и выборы в Думу 1906—1912 г.»)
- Land und Freiheit: Machnovščina und Zapatismo als Beispiele agrarrevolutionärer Bewegungen, Stuttgart 1996. («Земля и воля. Махновщина и запатизм как примеры аграрно-революционных движений»).